# American Academy of Ophthalmology
Die American Academy of Ophthalmology (AAO) ist ein medizinischer Berufsverband von Augenärzten (Ophthalmologen). Sie hat ihren Hauptsitz in San Francisco, Kalifornien. Zu ihren 32.000 Mitgliedern gehören mehr als 90 Prozent der praktizierenden Augenärzte in den Vereinigten Staaten sowie über 7.000 Mitglieder im Ausland.

## Geschichte
Die Akademie geht auf die American Academy of Ophthalmology and Otolaryngology (AAOO) zurück, die 1896 als medizinische Vereinigung von Augenärzten und HNO-Ärzten gegründet wurde. Die Akademie wurde gegründet, als sich die AAOO 1979 aufspaltete und in separate Akademien für jedes Fachgebiet aufteilte. Wie die meisten medizinischen Vereinigungen erhebt die Akademie Beiträge, bietet Fortbildungen und Seminare für ihre Mitglieder an und veranstaltet eine viertägige Jahrestagung. Außerhalb der medizinischen Gemeinschaft fördert sie Informationen zur öffentlichen Gesundheit. Wie die meisten anderen medizinischen Vereinigungen vertritt auch die Academy durch Lobbyarbeit (die von ihrer in Washington, D.C. ansässigen Abteilung für Regierungsangelegenheiten durchgeführt wird) politische Standpunkte zu bestimmten Themen.
Im Jahr 2006 startete die Akademie EyeSmart, ein Programm zur Aufklärung der Öffentlichkeit über die Bedeutung der Augengesundheit. Die 2016 neu gestaltete EyeSmart-Website bietet augenärztlich geprüfte Informationen über Augenkrankheiten und -verletzungen.
Im Jahr 2010 sponserte die Akademie die Einrichtung von EyeWiki, einer Internet-Enzyklopädie der Augenheilkunde nach dem Wiki-Modell, die von Augenärzten und „Augenärzten in Ausbildung“ geschrieben und bearbeitet wird.